# Dresslerella stellaris
Dresslerella stellaris är en orkidéart som beskrevs av Carlyle August Luer och Rodrigo Escobar. Dresslerella stellaris ingår i släktet Dresslerella och familjen orkidéer. Inga underarter finns listade i Catalogue of Life.